# Frielinghausen (Meschede)
 Frielinghausen ist ein Stadtteil von Meschede im nordrhein-westfälischen Hochsauerlandkreis. Der Bauernhof mit Kapelle an der Kleinen Henne liegt etwa fünf Kilometer nordwestlich von Westernbödefeld. Der Ort liegt an der L 740.

## Geschichte
Vor dem Dreißigjährigen Krieg gab es eine kleine Siedlung mit drei Höfen, die alle im Dreißigjährigen Krieg abgebrannt sind. Diese Unterhöfe des Schultenhofes in Köttinghausen gehörten zur Herrschaft des Stiftes Meschede, später zum Lehnen der Herren von Meschede zu Alme. Der 1599 in den Arnsberger Lagerbüchern verzeichnete Schultenhof lag noch 1669 wüst und wurde vom Niederhof genutzt und mit diesem vereinigt. Der Middelhof, der kleinste der drei Höfe, wurde Mitte des 19. Jahrhunderts mit dem Niederhof vereinigt, der damit als einziger Hof übrigblieb. Im Jahr 1876 wurde Lucia-Kapelle auf dem Hof Albers in Frielinghausen errichtet. Südlich von Frielinghausen liegt die zentrale Reststoffdeponie des Hochsauerlandkreises, die 1997 in Betrieb genommen wurde.